# Lissy
Lissy település Franciaországban, Seine-et-Marne megyében. Lakosainak száma 343 fő (2022. január 1.). Lissy Soignolles-en-Brie, Saint-Germain-Laxis, Champdeuil, Limoges-Fourches és Montereau-sur-le-Jard községekkel határos.

## Népesség
A település népességének változása:
| Lakosok száma | 199  | 199  | 204  | 230  | 259  | 288  | 315  | 330  | 343  |
|               | 2013 | 2015 | 2016 | 2017 | 2018 | 2019 | 2020 | 2021 | 2022 |